# Yacimiento arqueológico de Roquizal del Rullo
El yacimiento arqueológico del Roquissal del Ruyo (originalmente en catalán, en castelano Roquizal del Rullo) es un sitio arqueológico donde se pueden encontrar vestigios de la cultura de Hallstatt, cultura arqueológica perteneciente a la Bronce final y la I Edad del Hierro que está emparentada con la cultura de los campos de urnas.

## Ubicación
Este yacimiento se encuentra a 4 kilómetros del núcleo urbano de Fabara, localidad y municipio ubicado en la comarca del Bajo Aragón-Caspe (Aragón), y que está considerado el más importante yacimiento de la Edad del Hierro de los situados en la comunidad autónoma de Aragón.

## Características

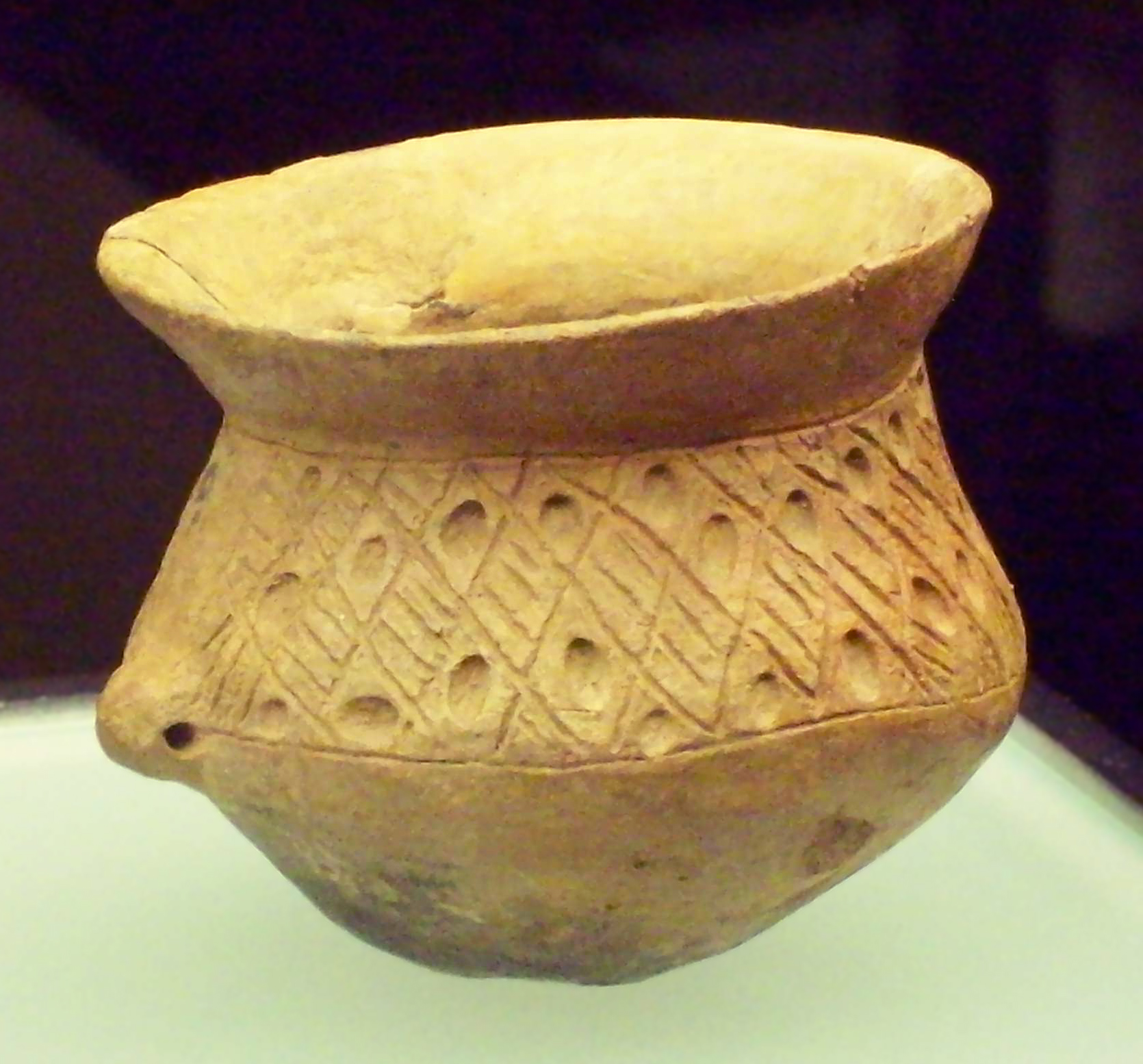
El vaso prehistórico de Fabara expuesto en el Museo Arqueológico Nacional, objeto procedente del yacimiento arqueológico de Roquizal del Rullo.

- Situación: Cerro amesetado de arenisca.
- Contexto: Bronce Final.
- Estilo: Edad del Hierro I, cultura de los campos de urnas, cultura de Hallstatt.[1]
- Extensión: 2200 m².
- Composición: poblado con 16 casas.
- Hallazgos: Recipientes cerámicos, morillos, pesas de telar, piezas de bronce, moldes de fundición, fíbula de codo, brazalete.